# Stade José Valeriano Costa
Le Stade José Valeriano Costa (en portugais : Estádio José Valeriano Costa), également connu sous le nom de Zeca Costa, est un stade de football brésilien situé dans la ville de Barra do Garças, dans l'État du Mato Grosso.
Le stade, doté de 5 142 places, sert d'enceinte à domicile aux équipes de football du Barra do Garças Futebol Clube et de l'Associação Atlética Araguaia.

## Histoire
Le record d'affluence au stade est de 5 142 spectateurs.